# 丹下真奈
丹下真奈（たんげ まな）は日本のフリーアナウンサー。

## 来歴・人物
- 愛媛県松山市出身。
- 新田高等学校、松山大学卒業後、2006年に南海放送に入社した。
- 結婚のため、2014年9月29日を以て退職[2]。
- 2019年4月からはフリーアナウンサーとして活動[1]。

## 現在の担当番組

### テレビ
- News Ch.4（南海放送、2019年6月13日 - ） - 子育て応援コーナーを月1回担当[3][4]。
- ちかくナルナル なるちか!（愛媛朝日テレビ、2020年4月4日 - ）

## 過去の担当番組

### 南海放送

#### テレビ
- おかえりテレビ
- おかえりテレビ・デリシャス
- もぎたてテレビ70
- News Ch.4
- なんかいNEWS・なんかいNEWSファイナル

#### ラジオ
- 木藤たかおのラヂオ本町!一丁目一番地!
- 愛媛新聞ニュース